# Descolonização da Ásia e da Oceania
A descolonização da Ásia e da Oceania se deu logo após a Segunda Guerra Mundial, que enfraqueceu os países participantes, que ficaram sem recursos suficientes para manter suas colônias, tanto na África quanto na Ásia. Outro fator importante foi a desobediência civil na Índia, influenciada por um dos maiores líderes pacifistas do mundo, Mahatma Gandhi. Os indianos deixaram de pagar impostos à coroa inglesa e deixaram de cumprir suas obrigações para com a metrópole. Assim, venceram a Inglaterra pelo cansaço.

## Cronologia da descolonização da Ásia e Oceânia
- 1901 (01 de Janeiro) - Independência da Austrália (do Reino Unido)
- 1907 (26 de Setembro) - Independência da Nova Zelândia (do Reino Unido)
- 1919 (19 de Agosto) - Independência do Afeganistão (do Reino Unido
- 1945 (17 de Agosto) - Declaração da independência da Indonésia (apenas reconhecida a 27 de Dezembro de 1949 pelos Países Baixos)
- 1945 (2 de Setembro) - Declaração da independência do Vietname (apenas reconhecida pela França em 1954, depois de uma guerra de libertação)
- 1946 - Independência das Filipinas (dos EUA, mas já tinha declarado a independência da Espanha a 12 de Junho de 1898)
- 1947 (14 de Agosto) - Independência do Paquistão (do Reino Unido)
- 1947 (15 de Agosto) - Independência da Índia (do Reino Unido)
- 1948 (4 de Janeiro) - Independência do Myanmar (do Reino Unido)
- 1949 (19 de Julho) - Independência do Laos (da França)
- 1953 (9 de Novembro) - Independência do Camboja (da França)
- 1957 (31 de Agosto) - Independência da Malásia (do Reino Unido)
- 1959 - Autonomia da colónia de Singapura (pelo Reino Unido)
- 1968 - Independência do Nauru (da Austrália)
- 1975 (28 de Novembro) - Independência de Timor Leste (de Portugal)
- 1978 - Independência do Tuvalu (do Reino Unido)
- 1979 - Independência do Kiribati (do Reino Unido)
- 1984 (1 de Janeiro) - Independência do Brunei (do Reino Unido)
- 1986 - Independência dos Estados Federados da Micronésia (dos EUA)
- 1986 - Independência do Ilhas Marshall (dos EUA)
- 1994 - Independência da República de Palau (dos EUA)
- 2002 (20 de Maio) - Independência de Timor Leste (da Indonésia)

### Territórios que optaram por continuar ligados a outros estados
A seguir à Segunda Guerra Mundial, as ilhas passaram a ser administradas pelos Estados Unidos da América, como parte do Protectorado das Ilhas do Pacífico das Nações Unidas, até à independência dos dois actuais países, os Estados Federados da Micronésia e a República de Palau, respetivamente em 1986 e 1994. As Marianas Setentrionais, Samoa Americana e a ilha de Guam encontram-se ainda como territórios dos EUA e mesmo os países das Carolinas assinaram um Tratado de Livre Associação com os EUA.